# پرودن (بازیکن فوتبال)
پرودن (انگلیسی: Pruden; ۱ دسامبر ۱۹۱۶ – ۲۵ فوریهٔ ۱۹۹۸) بازیکن فوتبال در پست مهاجم اهل اسپانیا بود.

## باشگاهی
از باشگاه‌هایی که در آن بازی کرده‌است می‌توان به باشگاه فوتبال رئال مادرید، باشگاه فوتبال اتلتیکو مادرید، باشگاه فوتبال رئال ساراگوسا، و باشگاه فوتبال رئال مادرید کاستیا اشاره کرد.